# Carlos Pinheiro Chagas
Carlos Pinheiro Chagas (Oliveira, 15 de fevereiro de 1889 — Belo Horizonte, 25 de junho de 1932) foi um médico e político brasileiro. Era primo do também médico e sanitarista Carlos Ribeiro Justiniano das Chagas, que ficou conhecido por ter identificado o agente causador da tripanossomíase, posteriormente conhecida por "doença de Chagas".
A convite do presidente de Minas Gerais Antônio Carlos Ribeiro de Andrada, foi prefeito de Poços de Caldas de 1927 a 1929. Foi presidente provisório de Goiás, de 27 a 30 de outubro de 1930. Foi Secretário das Finanças do Governo do Estado de Minas Gerais, entre 3 de março e 25 de junho de 1932.